# Nehalennia

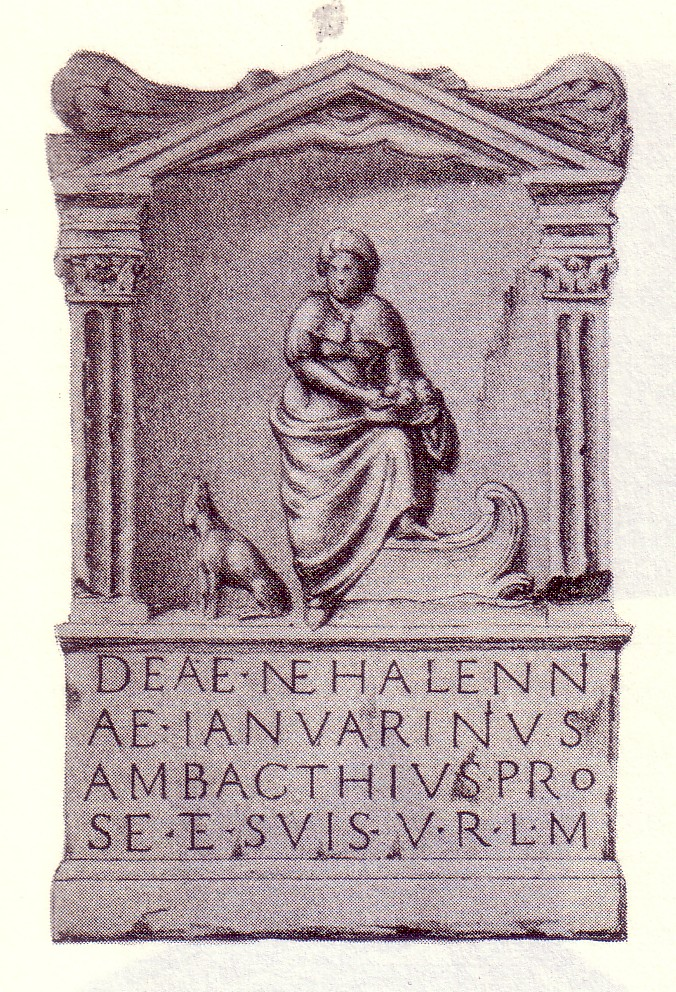
Weiherelief der Nehalennia aus Domburg

Nehalennia ist eine germanische Göttin, die im zweiten und dritten Jahrhundert von römischen, keltischen und germanischen Einwohnern im Gebiet der niederländischen Scheldemündung verehrt wurde.

## Geschichte

Kartenausschnitt von Domburg mit dem Nehalennia-Tempel nach Nicolaes Visscher I von 1655

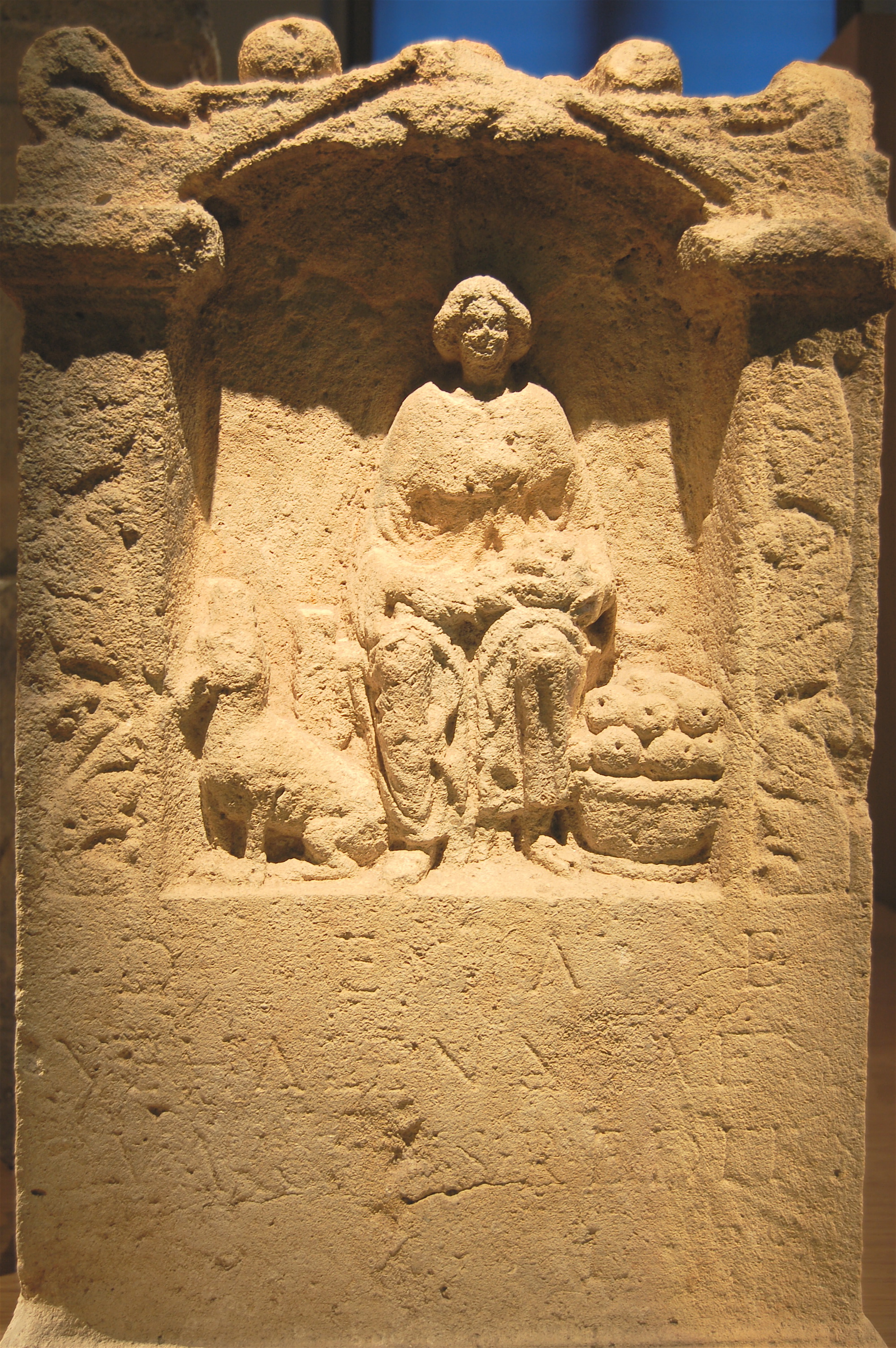
Votivstein der Nehalennia in einer Ädikula aus der Oosterschelde geborgen. Leiden, Rijksmuseum van Oudheden Inv. i 1970/12.3, Leihgabe im Zeeuws Museum Middelburg

Nehalennia wurde durch Darstellungen auf etwa 25 Votivsteinen bekannt, die 1647 bei Domburg auf der Halbinsel Walcheren gefunden wurden. Etwa 25 km nordöstlich von Domburg wurden nach 1970 aus der Oosterschelde in Höhe des Ortes Colijnsplaat über 100 Votivgaben in Form von Statuen und Statuetten und Weihesteinen der Göttin geborgen. An beiden Fundstellen hatte ein Tempel gestanden. Auf den Bilddenkmälern findet sich Nehalennia sitzend oder stehend. Die Darstellungsweise entspricht der der Muttergöttinnen (Matronen) im Rheinland. Im Gegensatz zu diesen trägt sie eine Pelerine und hat einen Hund bei sich. Gelegentlich ist sie als Galionsfigur am Bug von Schiffen abgebildet, wurde aber auch mit einem Fruchtkorb dargestellt. Zwei der Weihesteine enthalten Inschriften, aus denen hervorgeht, dass es Kaufleute und Schiffer des Englandhandels waren, die die Steine aufgestellt hatten. Die Inschriften sind in lateinischer Sprache gehalten. Viele Dedikanten sind römische Bürger. Der Decurio Q. Phoebius Hilarus aus Nijmegen stiftete einen Altar vor Beginn einer Fahrt (pro mercibus bene conservandis) und einen nach der Rückkehr (ob merces suas bene conservatas). Es finden sich auch keltische und germanische Namen. Durch Zeitangaben in einigen Inschriften lässt sich der Tempelbetrieb an den beiden Fundorten in die Zeit zwischen 188 und 227 datieren.

## Hintergrund und Identifizierung mit anderen Gottheiten
Man deutet Nehalennia als eine Göttin der Fruchtbarkeit und der Schifffahrt. Ellmers hält sie für eine „zweifelsfrei germanische“ Göttin der Schifffahrt. Ein Teil der Wissenschaft geht davon aus, dass es sich um eine germanische Gottheit handelt, und deutet den Namen als „Die das Wasser nahe hat“, die also am Ufer wohnt. Wahrscheinlich steht der Name jedoch mit Nebel in Verbindung (idg. nebh ‚Nässe, Feuchtigkeit‘; hel ‚verhehlen, verhüllen‘). Der zweite Namensbestandteil -lennia könnte mit gotisch linnan (verschwinden, weggehen) in Verbindung stehen. Nehalennia würde daher „die im Nebel Verschwindende“ bedeuten.
Weiterhin scheint Nehalennia, welche oft mit Mantel und einem Hund oder Wolf dargestellt wird, auch die Göttin der Unterwelt gewesen zu sein. Verbindungen bestehen daher wohl zur nordischen Totengöttin Hel (siehe auch Niflhel) und zur deutschen Gestalt der Frau Holle.
Der frühere Vorschlag, Nehalennia mit Isis zu identifizieren, die nach Tacitus von den Sueben verehrt wurde, wird heute nicht mehr weiterverfolgt.

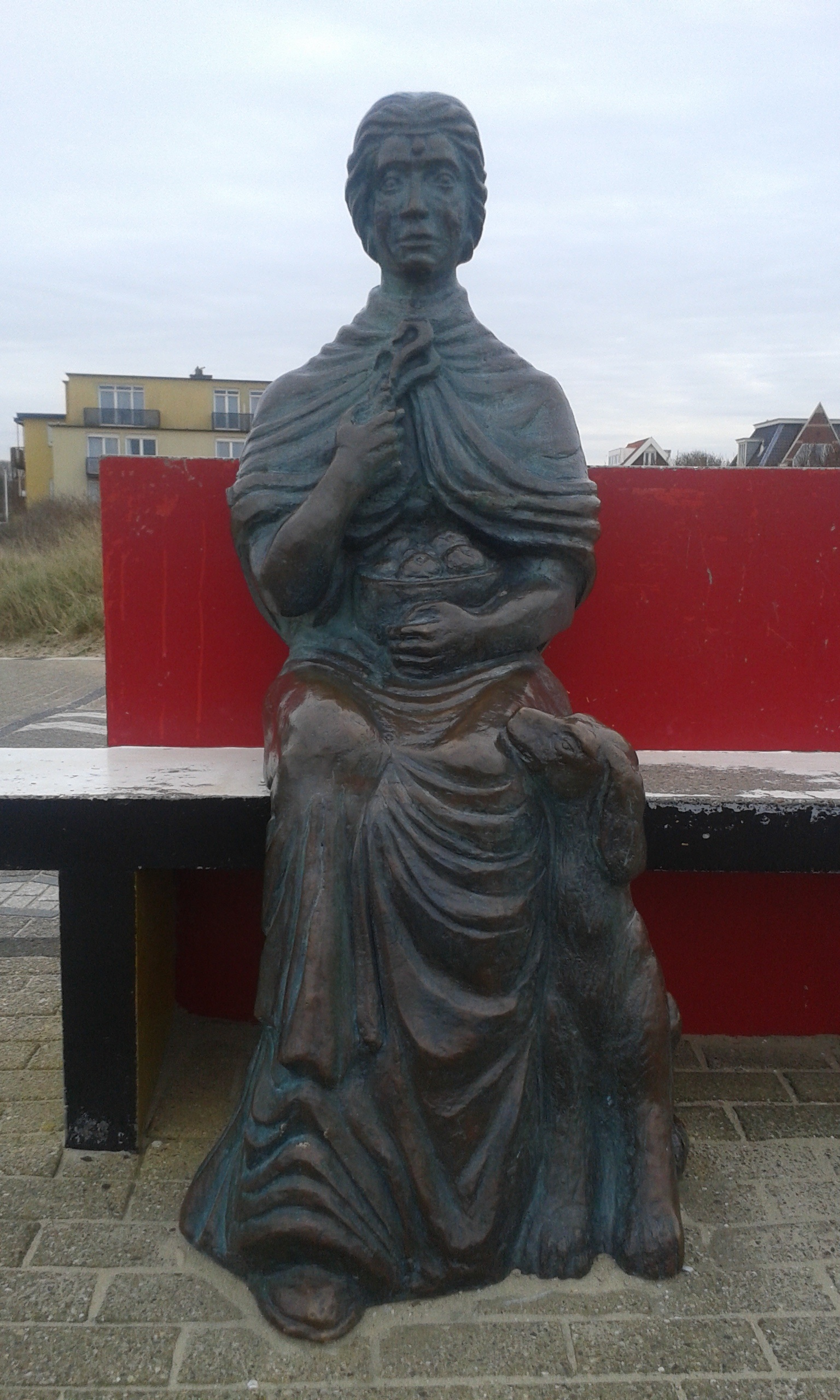
Nehalennia-Skulptur in Domburg

## Museen
Die Reliefs aus Domburg wurden in der reformierten Kirche von Domburg untergebracht, wo ein großer Teil 1848 bei einem Feuer vernichtet wurde. Die geretteten Altfunde befinden sich heute im Zeeuws Museum in Middelburg und im Rijksmuseum van Oudheden in Leiden. Die Fundstücke von 1970 werden heute im Rijksmuseum van Oudheden in Leiden aufbewahrt. Im Maritiem Museum in Zierikzee widmete sich 1990 eine kleine Ausstellung der Göttin Nehalennia. Fünf Votivaltare waren ausgestellt, die 1970 aus der Oosterschelde geborgen wurden. Das Modell eines der Nehalennia geweihten Tempels war ebenfalls zu sehen: In Colijnsplaat im Hafengelände wurde eine Nachbildung eines solchen römischen Tempels in Originalgröße gebaut.